# Yves Huts
Yves Huts (Paesi Bassi, 21 maggio 1979) è un bassista olandese.

## Biografia
Suona il piano da quando aveva 10 anni; nel 1995 inizia a suonare la chitarra e nel 1996 il basso. Ha conseguito con la lode un master in scienze commerciali.
Tra il 2002 e il 2012 ha militato nel gruppo musicale symphonic metal Epica, con i quali ha registrato i primi cinque album in studio. È stato inoltre componente del gruppo power metal Axamenta,di cui ne è stato chitarrista e tastierista.

## Strumentazione
- Ampeg Head SVT350H
- Ampeg Cabinet SVT410HLF
- Yamaha Bass
- Sansamp bassdriver DI
- Korg DTR 1000 tuner
- Dunlop Pics
- Ernie Ball Regular Slinky 5-string Nickel Wound .045 - .130 strings
- Sennheiser wireless system
- Sennheiser in ear monitoring

## Discografia

### Con gli Axamenta
- Nox Draconis Argenti
- Codex Barathri

### Con gli Epica
Album in studio
- 2003 – The Phantom Agony
- 2005 – Consign to Oblivion
- 2007 – The Divine Conspiracy
- 2009 – Design Your Universe
- 2012 – Requiem for the Indifferent

Album dal vivo
- 2004 – We Will Take You with Us
- 2009 – The Classical Conspiracy - Live in Miskolc, Hungary

Raccolte
- 2006 – The Road to Paradiso

Colonne sonore
- 2005 – The Score - An Epic Journey